# ورم وعائي (طب)
الْوَرَمُ الْوِعَائِيُّ هُوَ وَرَمٌ مِنْ أَصْلِ وِعَائِيِّ؛ نُمُوَّ الأنسجة الرِّخْوَةَ الَّتِي تَتَكَوَّنُ مِنَ الْأَوْعِيَةِ الدَّمَوِيَّةِ أَوِ الْأَوْعِيَةُ اللِّيمْفَاوِيَّةُ يُمْكِنُ أَنْ تَكُونَ إِمَّا حَمِيدَةَ أو خبيثة.
مِنْ الأَمْثِلَةٍ عَلَى الْأَوْرَامِ الْوِعَائِيَّةِ مَا يَلِي :الْأَوْرَامُ الْوِعَائِيَّةُ الدَّمَوِيَّةُ، الْأَوْرَامَ الْوِعَائِيَّةَ اللِّمْفَاوِيَّةَ، الْأَوْرَامَ الْبِطَانِيَّةَ الْوِعَائِيَّةَ، ساركوما كابوزي، سركوما وِعَائِيَّةً، وَالْأَوْرَامَ الشَّعِيرِيَّةَ الدَّمَوِيَّةَ. يُشِيرُ الْوَرَمُ الْوِعَائِيُّ (angioma) إِلَى أَيِّ نَوْعٍ مِنَ الْأَوْرَامِ الْوِعَائِيَّةِ الْحَمِيدَةِ.
قَدْ تَرْتَبِطُ بَعْضُ الْأَوْرَامِ الْوِعَائِيَّةِ بالاعتلالات الخثرية، الْأَمْرَ الَّذِي يَجْعَلُ التَّشْخِيصُ الصَّحِيحُ أَمْرًا بَالِغَ الْأهَمِّيَّةِ. قَدْ يَتِمُّ وَصْفُ الْوَرَمِ الْوِعَائِيِّ مِنْ حَيْثُ أَنَّهُ غَنِيٌّ بِالتَّوْعِيَةِ، أَوْ فَقِيرُ بِالتَّوْعِيَةِ، بناءً عَلَى دَرَجَةِ إِمْدَادَاتِ الدَّمِ إِلَى الْوَرَمِ.

## التصنيف
تُشَكِّلُ الْأَوْرَامُ الْوِعَائِيَّةُ أَحَدَّ تَصْنِيفَاتِ الشَّذُوذِ الْوِعَائِيِّ. أَمَّا الْمَجْمُوعَةَ الْأُخْرَى فَهِي تَشَوُّهَاتُ وِعَائِيَّةُ. وَيُمْكِنُ تَصْنِيفُ الْأَوْرَامِ الْوِعَائِيَّةِ إِلَى مَا هُوَ أَبْعَدُ مَنْ ذَلِكَ بِاِعْتِبَارِهَا حَمِيدَةَ، أَوْ حَدِّيَّةٌ، أَوْ عُدْوَانِيَّةٌ، أَوْ خَبِيثَةُ.
تُوصِفُ الْأَوْرَامُ الْوِعَائِيَّةُ بِأَنَّهَا تَكَاثُرِيَّةٌ وَالتَشَوُّهَاتُ الوِعَائِيَّةُ بِأَنَّهَا غَيْرُ تَكَاثُرِيَّةٍ.

## الأنواع
يَنْمُو الْوَرَمُ الْوِعَائِيُّ بِسُرْعَةٍ مِنْ خِلَالَ تَكَاثُرِ الْخَلَاَيَا الْبِطَانِيَّةِ. وَأُغَلِّبُ هَذِهِ الْعُيُوبِ لَيْسَتْ مَنِ الْعُيُوبِ الْخَلْقِيَّةِ.

### الأورام الحميدة
أَكْثَرَ أَنْوَاعِ الْأَوْرَامِ الْوِعَائِيَّةِ الْحَمِيدَةِ شُيُوعًا هِي الْأَوْرَامُ الْوِعَائِيَّةُ الدَّمَوِيَّةُ، وَأَكْثَرَ نَوْعِ شُيُوعًا مِنْهَا هُوَ الْوَرَمُ الْوِعَائِيُّ الرَّضيعِيُّ، وَأَقَلَّ نَوْعِ شُيُوعًا هُوَ الْوَرَمُ الْوِعَائِيُّ الدَّمَوِيُّ الْخَلْقِيُّ.

#### الورم الوعائي الرضيعي
الْوَرَمَ الْوِعَائِيَّ الرَّضيعِيَّ هُوَ أَكْثَرُ أَنْوَاعِ الْوَرَمِ الْوِعَائِيِّ شُيُوعَا يَمِّكُنَّ انَّ يُؤْثَرُ عَلَى الْأَطْفَالِ الرُّضَّعِ، يُمَثِّلُ 90% مِنْ نِسْبَةِ الاورام الْوِعَائِيَّةَ الدَّمَوِيَّةَ. وَتَتَمَيَّزُ بِتَكَاثُرِ الْخَلَاَيَا الْبِطَانِيَّةِ بِشَكْلِ غَيْرِ طَبِيعِيٍّ وَتَكْوينِ الْأَوْعِيَةِ الدَّمَوِيَّةِ الْمُنْحَرِفَةِ أَوْ بنَائِهَا. يَبْدُو أَنَّ نَقْصَ التأكسج هُوَ الدَّافِعُ الرَّئِيسِيُّ لِهَذَا. الْوَرَمُ الْوِعَائِيُّ الرَّضيعِيُّ يُمْكِنُ تَشْخِيصُهَا بِسُهولَةٍ، وَلَا تَحْتَاجُ إِلَى عِلَاَجِ قُوِّيِّ إِلَّا قَلِيلَا. تَتَمَيَّزُ بِالنُّمُوِّ السَّرِيعِ فِي الْأَشْهُرِ الْقَلِيلَةِ الْأوْلَى، تَلِيهَا التَّرَاجُعُ التِّلْقَائِيُّ فِي مَرْحَلَةِ الطُّفُولَةِ الْمُبَكِّرَةِ.

#### الورم الوعائي الدموي الخلقي
إنَّ الْأَوْرَامَ الْوِعَائِيَّةَ الدَّمَوِيَّةَ الْخَلْقِيَّةَ مَوْجُودَةٌ وَيُتْمُ تَشْكِيلِهَا بِالْكَامِلِ عِنْدَ الْوِلَاَدَةِ، وَلَا تَمثُّلُ سِوَى 2% مِنَ الْأَوْرَامِ الْوِعَائِيَّةِ الدَّمَوِيَّةِ. وَلَا تَوَجُّدُ لَدَيْهُمْ مَرْحَلَةً مَا بَعْدَ الْوِلَاَدَةِ مِنَ التَّكَاثُرِ الشَّائِعَةِ عِنْدَ بَقِيَّةِ أَنْوَاعِ الْوَرَمِ الْوِعَائِيِّ الدَّمَوِيِّ.
هُنَاكَ نَوْعَانِ رَئِيِسيَّانِ مِنَ الْوَرَمِ الْوِعَائِيِّ الدَّمَوِيِّ الْخَلْقِيِّ: غَيْرَ قَابِلٍ لِلْاِلْتِوَاءِ وَسَرِيعِ الْاِلْتِفَافِ (يَبْدَأُ فِي السَّنَةِ الْأوْلَى مِنَ الْعُمَرِ). يَتِمُّ التَّعَرُّفُ أَيْضًا عَلَى نَوْعِ ثَالِثِ عَلَى أَنَّهُ جُزْئِيُّ الْاِلْتِوَاءِ.
كَمَا يُمْكِنُ تَمْييزُ الْأَوْرَامِ الْوِعَائِيَّةِ الدَّمَوِيَّةِ الْخَلْقِيَّةِ عَنِ الْأَوْرَامِ الْوِعَائِيَّةِ الرَّضيعِيَّةِ فِي أَنَّ كِلَا النَّوْعَيْنِ مِنَ الْوَرَمِ الْوِعَائِيِّ الدَّمَوِيِّ الْخَلْقِيِّ لَا يُعَبِّرُ عن النوع الأول من نَاقِلُ الغلوكوز (GLUT1). اِرْتَبَطَتْ بَعْضُ الْحَالَاتِ بِالشَّكْلِ الْخَفِيفِ مِنْ قِلَّةِ الصَّفِيحَاتِ فِي الدَّمِ. حَالَاتُ نَادِرَةُ اِرْتَبَطَتْ بِفَشَلِ الْقَلْبِ.

#### الورم الشعيري الدموي
الْوَرَمُ الشَّعِيرِيُّ الدَّمَوِيُّ هُوَ وَرَمُ وِعَائِيُّ فِي الْجِهَازِ الْعَصَبِيِّ الْمَرْكَزِيِّ.

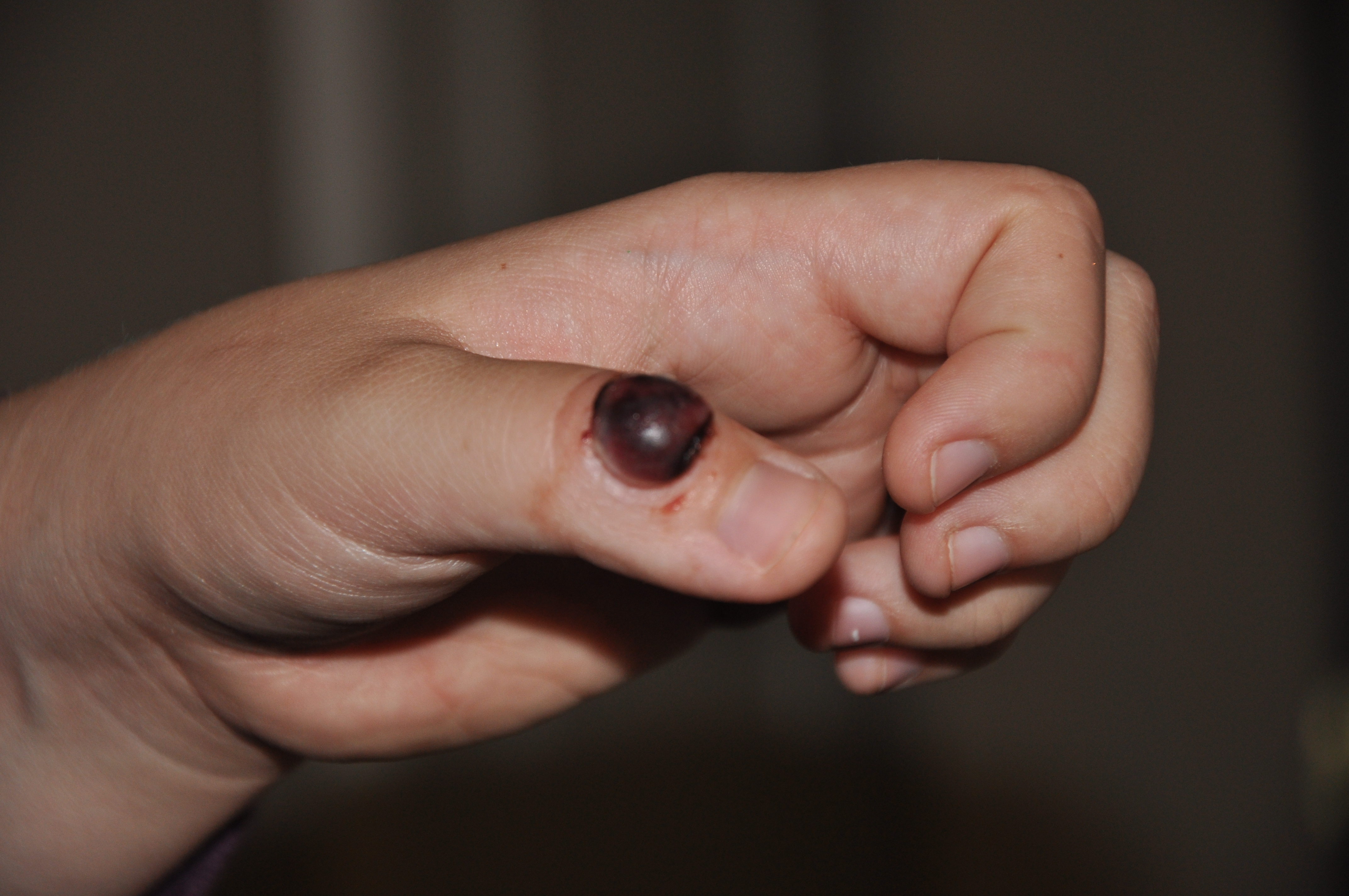
ورم حبيبي مقيح على إصبع الإبهام

#### الورم الحبيبي المقيح
مَجْمُوعَةٌ مِنَ الْأَوْرَامِ الْوِعَائِيَّةِ الْحَمِيدَةِ تَوْصُفُ بِأَنَّهَا آفات تَكَاثُرِيَّةَ تَفَاعُلِيَّةَ تَنْمُو اِسْتِجَابَةٌ لِلْمُنَبِّهِ، مِثْلُ الصَّدْمَةِ، أَوْ تَخَثُّرُ الدَّمِ الْمُوضِعِيِّ. يُمْكِنُ أَنْ تَتَشَكَّلَ أَيْضًا شَكْلِ غَيْرِ مُتَكَرِّرِ أَثْنَاءِ حَالَةِ حَمْلٍ كَهُرْمُونِيَّةِ التَّفَاعُلِ الَّذِي يُؤْثَرُ عَلَى اللِّثَةِ.
النَّوْعُ الْأَكْثَرُ شُيُوعًا مِنَ الْأَوْرَامِ التَّكَاثُرِيَّةِ التَّفَاعُلِيَّةِ هُوَ الْأَوْرَامُ الْحَبيبِيَّةُ الْمُقَيِّحَةُ الْمَعْرُوفَةُ أَيْضًا بَاسِمُ الْوَرَمِ الْوِعَائِيِّ الشِّعْرِيِّ الْفَصِيصِيِّ، وَالَّتِي تُوجِدُ غَالِبًا فِي الْأَطْفَالِ وَالشَّبَابِ.
هَذِهِ الْأَوْرَامِ الْحَبيبِيَّةِ عِبَارَةً عَنْ زِيَادَاتٍ مُحَدَّدَةٍ جِيدًا يَقُلْ عَرْضُهَا عَنْ سنتيمتر وَاحِدٌ. وَهِي حَمْرَاءُ زَاهِيَةُ بِسَبَبِ اِرْتِفَاعِ الْأَوْعِيَةِ الدَّمَوِيَّةِ، وَتُنْزِفُ وَتَتَقَرَّحُ بِسُهولَةٍ. يَتَلَاشَى تَلْوينُهَا مَعَ تَقَدُّمِ الْعُمَرِ.

#### الورم الوعائي المعنقد
الْأَوْرَامَ الْوِعَائِيَّةَ المعنقدة هِي أَوْرَامُ وِعَائِيَّةُ وِرَاثِيَّةُ تَوَجُّدِ عِنْدَ الرُّضَّعِ مُنْذُ الْوِلَاَدَةِ وَحَتَّى سِنِّ الْخَامِسَةِ، وَلَكِنَّهَا قَدْ تَحَدَّثَ عِنْدَ الْبَالِغِينَ. تُوجِدُ عَلَى الْعُنْقِ وَالْكَتِفَيْنِ وَالْجَذَعِ كَعَقِيدَاتٍ مُدَوَّرَةٍ. عَادَةٌ مَا تَكَوُّنِ الْأَوْرَامِ الْوِعَائِيَّةِ الْمِعْنَقَةَ عَبَّارَةُ عَنْ آفات مُحَدَّدَةً بِشَكْلِ سَيِّء ذات اللَّوْنِ الْأُرْجُوَانِيِّ.
الْأَوْرَامُ عُبَّارَةٌ عَنْ خُصَلٍ مِنَ الْأَوْعِيَةِ الدَّمَوِيَّةِ ذَاتُ الْحَجْمِ الشِّعْرِيِّ فِي الْفَصِيصَاتِ الْمُنْتَشِرَةِ فِي الْجَلْدِ، وَالَّتِي تَصِلُ أحيانًا إِلَى الأنسجة تَحْتَ الْجَلْدِ، وَلَهَا أَوْعِيَةُ لِيمْفَاوِيَّةُ عَلَى الْأَطْرَافِ. نُمُوُّهُمْ بَطِيءَ فِي الْبِدَايَةِ، وَيَتَقَدَّمُ لَيَستقرَ عند حَجْمِ مُعينٍ.
تُظْهِرُ نِسْبَةُ عَالِيَةُ مِنَ التَّرَاجُعِ التِّلْقَائِيِّ، لَا سِيَمًا فِي الْحَالَاتِ الْخَلْقِيَّةِ وَحَالَاتِ الْبِدَايَةِ الْمُبَكِّرَةِ. عَادَةً مَا يَكُونُ لَدَيْهُمْ مُكَوِّنِ عَقْدِيِّ عَمِيقِ يَمْتَدُّ أحيانًا إِلَى الأنسجة تَحْتَ الْجَلْدِ وَاللِّفَافَةِ وَالْعَضَلَاتِ، وَيُمْكِنُ أَنْ يَكُونَ مُؤْلِمًا فِي بَعْضِ الْأَحْيَانِ.
تَرْتَبِطُ الْأَوْرَامُ الْوِعَائِيَّةُ المعنقدة بِالتَّشَوُّهَاتِ الشَّرْيَانِيَّةِ الْوَرِيدِيَّةِ. أَصِلُ الْأَوْرَامَ الْوِعَائِيَّةَ المعنقدة لَيْسَ وَاضِحًا لَكِنَّ الْعَلَاَمَاتِ الْمَوْجُودَةِ عَلَى الْخَلَاَيَا تُشِيرُ إِلَى اِشْتِقَاقِ مُحْتَمَلِ مَنِ الْخَلَاَيَا الْبِطَانِيَّةِ لِلْأَوْعِيَةِ اللِّيمْفَاوِيَّةِ. كَمَا أَنَّهَا مُرْتَبِطَةٌ بِالْإِفْرَازِ الْمُوضِعِيِّ لِعَوَامِلِ النُّمُوِّ الَّتِي تُؤْثَرُ عَلَى تَوَلُّدِ الْأَوْعِيَةِ وَتَعَزُّزِ نُمُوِّ الْفَصِيصَاتِ الْوِعَائِيَّةِ.

### الأورام الحدودية (Borderline)

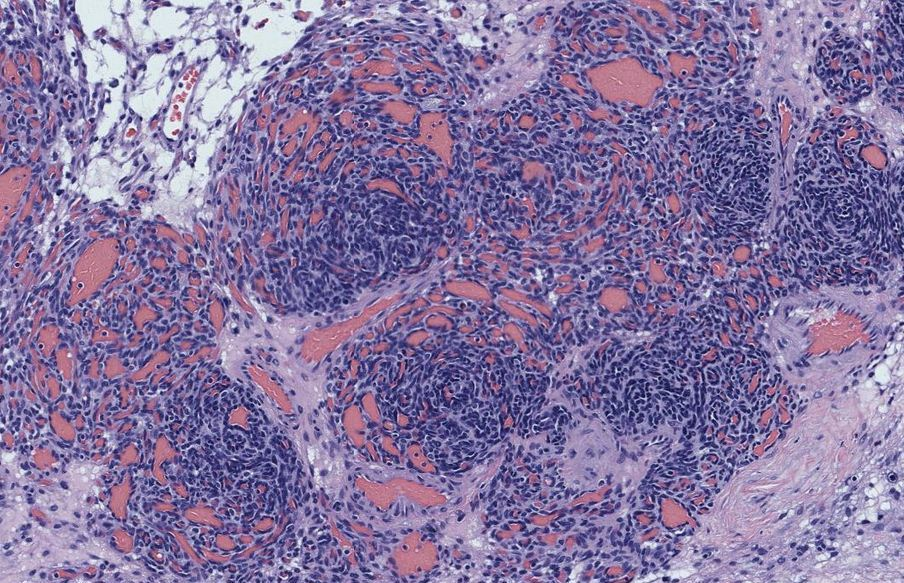
ورم بطاني وعائي كابوزي الشكل

الْوَرَمُ الْبِطَانِيُّ الْوِعَائِيُّ الكابوزي الشَّكْلَ عُبَّارَةٌ عَنْ أَوْرَامِ وِعَائِيَّةِ حُدودِيَّةَ مُدَمِّرَةَ مَوْضِعيا. تَمَّ تَسَمِّيَتُهَا بَعْدَ تَشَابُهِهَا مَعَ آفات ساركوما كابوزي. تَوْصُفُ الْأَوْرَامُ الْبِطَانِيَّةُ الْوِعَائِيَّةُ الكابوزية الشَّكْلَ بِأَنَّهَا مُدَمِّرَةُ مَوْضِعيا لِأَنَّهَا يَمُّكُنَّ أَنْ تُرَشِّحَ إِلَى الْعَضَلَاتِ وَالدَّهونِ. يُنَظِّرُ إِلَيْهَا عَلَى أَنَّهَا تَتَدَاخَلُ مَعَ الْأَوْرَامِ الْوِعَائِيَّةِ المعنقدة وَلَكِنَّ الْأَوْرَامَ الْوِعَائِيَّةَ المعنقدة قَدْ تَكُونُ نظيرًا خَفِيفَا وحميدًا.
يَظْهَرُ الْوَرَمُ الْبِطَانِيُّ الْوِعَائِيُّ الكابوزي الشَّكْلَ كَكُتْلَةِ مُتَوَسِّعَةِ حَمْرَاءِ أَوْ أُرْجُوَانِيَّةٌ مِنَ الأنسجة الرِّخْوَةَ، تُوجَدُ فِي الْغَالِبِ عِنْدَ الرُّضَّعِ. تَحْتَ الْمِجْهَرِ يَتَمَيَّزُ الْوَرَمُ الْبِطَانِيُّ الْوِعَائِيُّ الكابوزي الشَّكْلَ بِعَقِيدَاتٍ مِنَ الْخَلَاَيَا الْبِطَانِيَّةِ الْمِغْزَلِيَّةِ الشَّبِيهَةِ بِالْوَرَمِ. عَلَى عَكْسِ الْأَوْرَامِ الْوِعَائِيَّةِ الرَّضيعِيَّةِ، فَإِنَّ مُعَدَّلَ الْوَفِيَّاتِ فِي الْوَرَمِ الْبِطَانِيِّ الْوِعَائِيِّ الكابوزي الشَّكْلَ مُرْتَفِعٌ.
يَعْتَبِرُ كِلَا مِنَ الْوَرَمِ الْبِطَانِيِّ الْوِعَائِيِّ الكابوزي الشَّكْلَ والْوَرَمُ الْوِعَائِيُّ المعنقد فريدًا مِنْ حَيْثُ أَنَّهُمَا يَحْمِلَانِّ مَخَاطِرُ تَطَوُّرِ مُتَلَازِمَةِ كاساباك ميريت.

### الأورام الخبيثة
الْأَوْرَامُ الْوِعَائِيَّةُ الْخَبِيثَةُ نَادِرَةٌ. وَتَشْمُلُ أَوْرَامُ ساركوما الْوِعَائِيَّةَ، الأورم بَطَّانِيَّةَ الْوِعَائِيَّةِ الظهارانية. الْأَنْوَاعُ الْأُخْرَى هِي أَوْرَامُ الْخَلِيَّةِ الْمُحِيطَةَ الْوِعَائِيَّةَ، وَأَوْرَامَ ساركوما الْوِعَائِيَّةَ اللمفية.